# فرانسیسکو فرناندس اچوآ
فرانسیسکو فرناندس اچوآ (اسپانیایی: Francisco Fernández Ochoa‎; ۲۵ فوریهٔ ۱۹۵۰ – ۶ نوامبر ۲۰۰۶) اسکی‌باز آلپاین اهل اسپانیا بود.